# Eterična ulja
Eterična ulja ili esencijalna ulja (lat. aetheroleum) su hlapljive tvari koje se dobivaju iz biljnog materijala, dobivaju se procesom destilacijom vodenom parom, tještenjem i ili ekstrakcijom a sastoje se najviše od terpena.
Eterična ulja su smjese lako hlapljivih, biološki aktivnih kemijskih spojeva dobivenih iz različitih dijelova biljaka, ti dijelovi su:
- korijen,
- stabljika,
- list,
- cvijet i
- plod.

## Izgled
Eterična ulja su najčešće žućkasta i bezbojna, premda znaju imati i izraženu boju ovisno o procesu dobivanja i biljnom materijalu iz kojeg su dobivena.

## Upotreba
Rabe se proizvodnji kozmetike i dezinfekcijskih sredstava. Točnije esencijalna ulja ili neke njihove kemijske sastavnice koriste se u farmaceutskoj industriji za proizvodnju pojedinih preparata. Koriste se također u fitoterapiji i aromaterapiji u liječenju, prevenciji bolesti i sačuvanju zdravlja. Najčešći načini primjene:
- aromamasaža,
- inhalacija,
- oralna i
- rektalna primjena.

## Vrste
Postoji popriličan broj vrsta eteričnih ulja i njihov broj je u porastu pošto se od različitih biljaka mogu dobiti i različite vrste eteričnih ulja s različitom primjenom i efektima koja daju. 
Neke od vrsta eteričnih ulja su:
- čempresovo eterično ulje (lat. Cupressi sempervirens aetheroleum), zbog prisustva estragola i limonena koristi se u kozmetici. Također ima primjenu pri oteknuću nogu, vena i hemoroida i problema s prostatom. Aktivno djeluje protiv bakterija Mycobacterium inače nisko antibakterijskog djelovanja.
- komoračevo eterično ulje (lat. Foenciuli aetheroleum)
- lavandino eterično ulje (lat. Lavandulae aetheroleum)
- smrikvino eterično ulje (lat. Juniperi aetheroleum)
- ružmarinovo eterično ulje (lat. Rosmarini aetheroleum)
- lovorovo eterično ulje (lat. Lauri aetheroleum)